# 持有量證明
持有量證明（英語：Proof of stake 或 PoS），又稱權益證明，是加密貨幣中共识机制的一种。

## 实现原理
以共識演算法的方式，使用偽亂數的方式指定持有貨幣的人為交易的驗證者，並創造新的區塊並接續在最長的鏈後面。

## 加密貨幣的應用
依加密貨幣的設計，可以讓獲得擔任驗證者工作的人（即持有貨幣者）獲得獎勵以吸引更多的人參與。此獎勵通常會依照驗證者持有的貨幣數量來計算，當持有的量越多獲得的獎勵也越高。

### 優點
和工作量證明相較之下，由於不需要礦工持續的進行挖礦產生區塊記帳，更能節省能源。

### 缺點
由於持有量越多時被指定到獲得的獎勵也越多，有可能會造成屯幣的狀況，降低貨幣的流通量。

### 至 2025 年，使用 PoS 機制的虛擬貨幣，市值排名前十的為[1][2]
1. ETH 以太幣
2. SOL (Solana)
3. ADA 艾達幣
4. TON (Toncoin)
5. ALGO (Algorand)
6. INJ (Injective)
7. XTZ (Tezos)
8. EGLD (MultiversX)
9. MATIC (Polygon)
10. MINA (Mina)

## 代理持有量證明
持有量證明的問題是，大多數的持幣人沒有足夠的專業知識或足夠的預算，無法達到高性能節點所需的計算機硬件和軟件要求，難以產生區塊，因此持幣量大的少數帳戶便能支配區塊的生成，獲取大部份的獎勵。
代理持有量證明（又称代理權益證明）的出現旨在解決以上的問題。DPOS与POS原理相同，主要分別在於每位持幣人有權投票選出代理節點，由得票最多的若干節點負責生成區塊。DPOS引入了民主機制，持幣量少的人亦能參與投票，決定之後能生成區塊獲取獎勵的節點，以實現去中心化的目的。

### 優點
通過縮小選舉節點的數量，能夠在不增加計算資源的前提下有效減少網絡壓力。

### 缺點
選舉固定數量的節點未必能完全實現去中心化；如參選的節點數量少或者投票人數低，選出的節點代點代表性不足。

## 外部連結
- https://medium.com/@VitalikButerin/a-proof-of-stake-design-philosophy-506585978d51 （页面存档备份，存于）
- https://medium.com/eosio/dpos-bft-pipelined-byzantine-fault-tolerance-8a0634a270ba （页面存档备份，存于）

1. ↑  . CoinDada. 2023-08-11  [2023-08-15]. （原始内容存档于2023-08-15）.
2. ↑  . CoinMarketCap.   [2025-02-06]. （原始内容存档于2025-03-30） （英语）.